# Клушев, Манаш
Манаш Клушев (1908, с. Караузек, Кокчетавский уезд, Акмолинская область, Российская империя — 1976, с. Кирово, Красноармейский район, Кокчетавская область, Казахская ССР, СССР) — советский сельскохозяйственный работник, Герой Социалистического Труда (1951).

## Биография
Начал трудовую деятельность в 1929 году на Кокчетавском конезаводе.
В 1932—1962 году работал механизатором зернового совхоза имени Кирова (ныне — Тайыншинский район, Северо-Казахстанская область).
В 1941—1946 годах служил в Красной Армии, воевал на фронтах Великой Отечественной войны и против Японии.
После войны снова работал механизатором на родных хлебных полях.
С 1962 года — на пенсии. Жил в селе Кирово Красноармейского района Кокчетавской области.
Умер в 1976 году.

## Награды и звания
- Медаль «Серп и Молот»
- Орден Ленина
- Орден «Знак Почёта»